# 林兎喜太郎
林 兎喜太郎（はやし ときたろう、1850年8月10日〈嘉永3年7月3日〉 - 没年不明）は、明治時代の政治家。山形県山形市長。

## 経歴
林勘右衛門の長男としてのちの山形県に生まれる。幼くして藩校に入り和漢学を学んだ。文学訓導を経て、1873年（明治6年）宮城師範学校に入学。翌年7月に卒業し、山形県巡回訓導となった。その後、山形県師範学校教授を経て、山形市会議員に当選。ついで山形県会議員に当選し、同県参事会員、山形市商業会議所議員を歴任した。1913年（大正2年）1月、山形市長に就任した。前市長の新関善八は大火後の難問処理に2名の助役を置き切り抜け去ったが、林は1916年（大正5年）の奥羽六県共進会の山形市での開催に向け復旧を進めた。1917年（大正6年）1月、退任した。